# Colpoon
Colpoon es un género con tres especies de plantas de flores perteneciente a la familia Santalaceae. 

## Especies seleccionadas
- Colpoon capense
- Colpoon compressum
- Colpoon speciosum